# Eric Sindermann

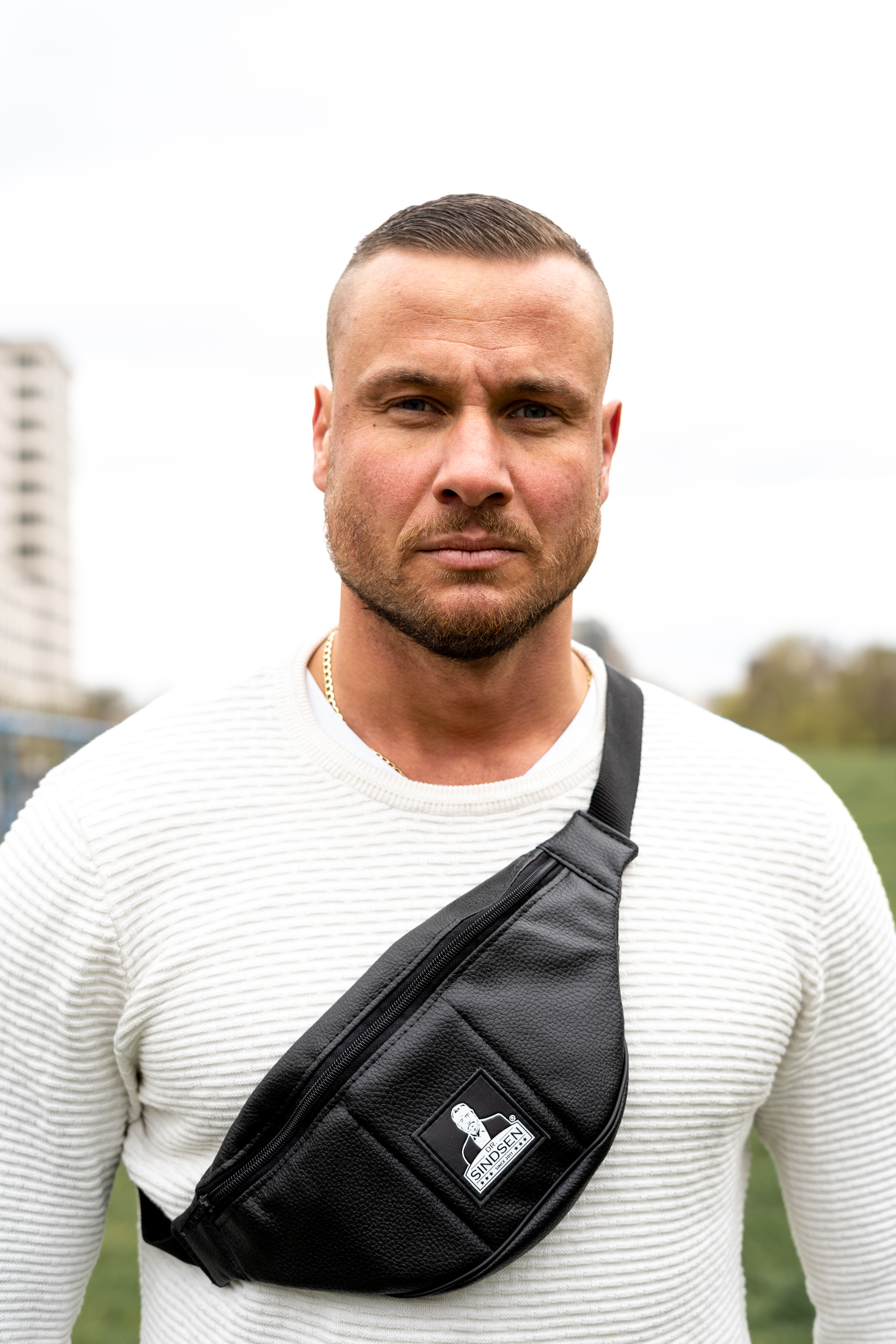
Eric Sindermann (2019)

Eric Sindermann (* 29. Juli 1988 in Ost-Berlin) ist ein ehemaliger deutscher Handballspieler und Reality-Show-Darsteller. Des Weiteren betreibt er sein eigenes Modelabel „Dr. Sindsen“.

## Familie und Werdegang
Eric Sindermann wuchs in Berlin-Karow auf. Sein Vater Thomas Sindermann war Leiter der Mordkommission Berlin in der DDR. Sein Onkel Michael Sindermann war Journalist bei der Zeitung Neues Deutschland. Sein Onkel Peter Sindermann war Schauspieler. Sein Großvater Horst Sindermann war als Gegner des NS-Regimes mehr als zehn Jahre inhaftiert und wurde danach einer der hochrangigsten Politiker (SED) und Präsident der Volkskammer der DDR. 
Nach seiner sportlichen Karriere absolvierte Sindermann in seinem Heimatort Berlin-Karow eine Ausbildung zum Groß- und Außenhandelskaufmann und gründete 2017 das Modelabel „Dr. Sindsen“. 2020 präsentierte er unter der Schirmherrschaft von Modedesigner Harald Glööckler eine Kollektion. Für Claudia Effenberg und DJ Tomekk entwarf er 2020 eine Kollektion.
Eric Sindermann ist geschieden und Vater einer Tochter.

## Sportliche Laufbahn
Sindermann begann seine sportliche Karriere beim PSV Tegel Berlin. Er besuchte die Werner-Seelenbinder-Sportschule in Hohenschönhausen. Mit dem Ziel, in der Bundesliga zu spielen, wechselte er mit 14 Jahren in die Jugendmannschaft der SG Flensburg-Handewitt. Nach zwei Jahren suspendierte ihn der Trainer nach einem Streit für die neue Saison. Daraufhin schloss sich der Rückraumspieler der HSG Tarp-Wanderup an, spielte in der A-Jugend und schnupperte nebenbei bei den 1. Männern hinein, die zu diesem Zeitpunkt noch in der drittklassigen Regionalliga Nord spielten. Wegen einer Tätlichkeit während eines Spiels spielte er nicht bis zum Saisonende. Jedoch wurde er Torschützenkönig der gesamten NOHV-Liga, der damals höchsten Jugendklasse.
Nach einem dreitägigen Probetraining beim damaligen Bundesligisten ASV Hamm erhielt er dort einen Zweijahresvertrag. Aufgrund weniger Spielanteile wurde Sindermann unzufrieden und machte zudem durch Negativschlagzeilen abseits der Halle auf sich aufmerksam. Wegen seiner geringen Spielzeiten kritisierte er seinen Trainer Kay Rothenpieler in der Presse. Nach nur einer Saison wurde der Vertrag im gegenseitigen Einvernehmen aufgelöst.
Zur neuen Saison wechselte Sindermann zum SV Anhalt Bernburg in die 2. Bundesliga nach Sachsen-Anhalt. Nach einer guten Vorbereitung und vielen Toren wurde er jedoch am ersten Spieltag von Heinz Prokop auf die Tribüne gesetzt. Während eines Auswärtsspiels verließ Sindermann nach einem Streit mit Prokop auf der Hälfte der Strecke den Mannschaftsbus und fuhr mit dem Taxi nach Hause. Er wurde vom Team suspendiert und wechselte in der Halbserie zur HSG Wolfen, wo er bereits ein Zweitspielrecht besaß.
In der Regionalliga spielte er eine überragende Saison und stellte mit 19 Toren in einem Spiel einen Saisonrekord auf. Erneut kam ein Bundesligist mit einem Vertragsangebot auf ihn zu. Beide Parteien hatten sich bereits auf einen neuen Vertrag geeinigt, aber Sindermann geriet am vorletzten Spieltag mit einem Mitspieler aneinander. Sein Vertrag wurde gekündigt und auch der Bundesligist zog sich vom Vertragsangebot zurück.
Trainer Gunter Funk holte Sindermann nach Thüringen und er erhielt in der Sommerpause 2009 einen Zweijahresvertrag beim damaligen Regionalligisten HSV Bad Blankenburg.
2011 vermittelte ihn ein Berater zum katarischen Handballclub al-Arabi. Dort wurde er mit den Schattenseiten des Sports konfrontiert: Verträge wurden nicht eingehalten, Geld nur sporadisch gezahlt. Innerhalb Arabiens spielte er in diversen Vereinen, bis er schließlich zum Al Sadaka Handballclub im Libanon kam. Dort spielte er in der Asian Club League Handball Championship. 
Im Dezember 2011 ging Sindermann für sechs Monate nach Rumänien zu CS Minaur Baia Mare.
Im Sommer 2012 wechselte er zum norwegischen Verein Nøtterøy Håndball und spielte für eine Saison zusammen mit Johnny Jensen in einem Team. Nach seiner anschließenden Rückkehr nach Deutschland begann er eine Ausbildung und spielte Handball beim SV Hermsdorf. Bei einem Punktspiel kam es zu einem Aussetzer: Sindermann schoss den Ball auf die Zuschauertribüne und traf dabei einen Zuschauer, was zu einer Sperre über acht Spiele führte. Er beendete seinen Vertrag und ging nach Tunesien.
Sindermann erhielt ein Angebot vom tunesischen Erstligisten Jeunesse Sportive de Chihia. Nach Beendigung seines Vertrages kehrte er in seine Heimat Berlin zurück und spielte beim MTV Altlandsberg. Aufgrund von körperlichen Beschwerden beendete er 2014 seine sportliche Laufbahn.
Nach einer zweijährigen Pause spielte er für den SV Jahn Bad Freienwalde als Amateur. Anschließend beendete er seine Karriere.

## Reality-Formate
- 2021: Ex on the Beach (RTL+)
- 2021: Promi Big Brother (SAT1)

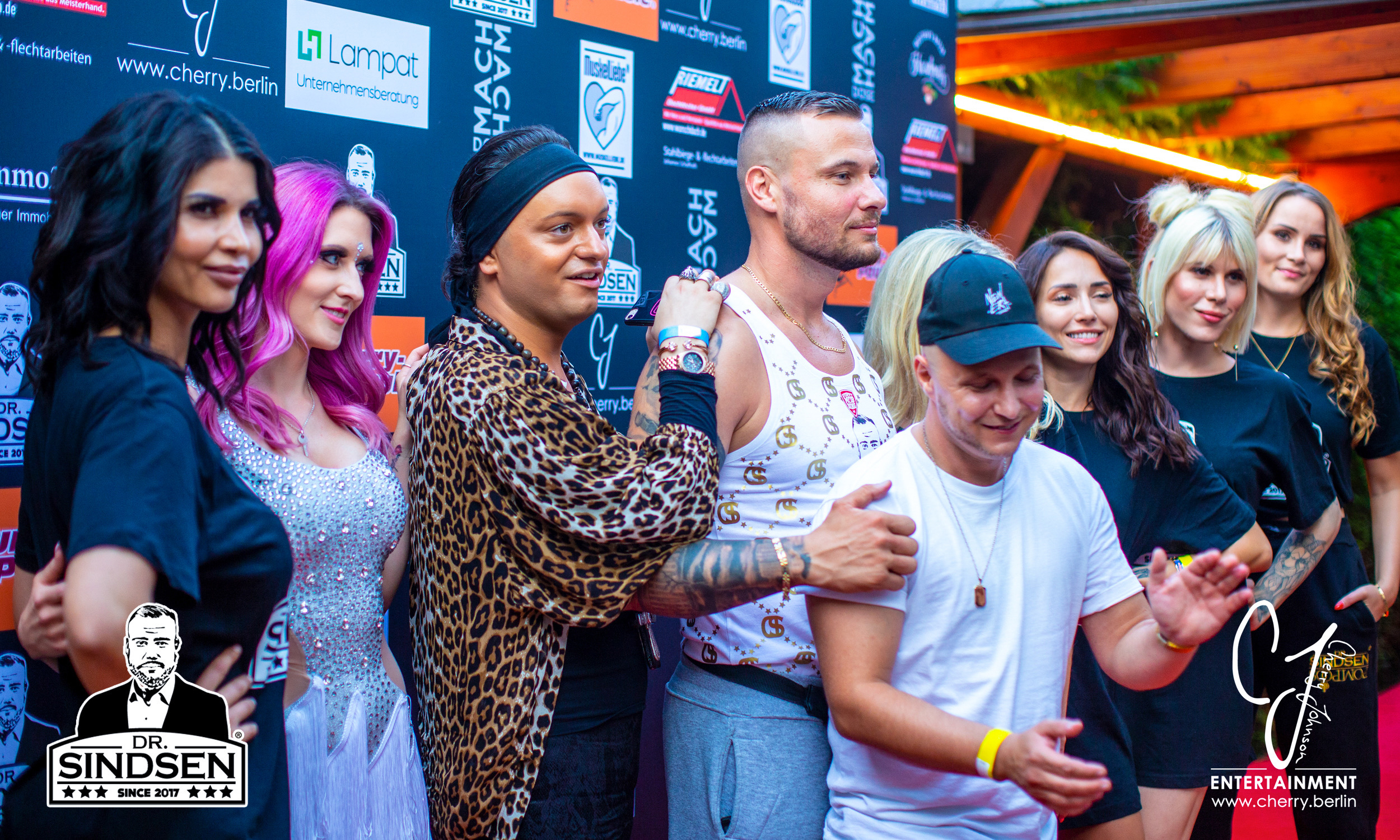
Sindermann mit u. a. Micaela Schäfer, Cherry Johnson, Julian F. M. Stoeckel, Anastasiya Avilova und Arielle Rippegather bei der Filmpremiere von Wir setzen ein Zeichen – Stoppt Mobbing! (2020)

- 2022: Das Sommerhaus der Stars – Kampf der Promipaare (RTL)
- 2023: Das große Promi-Büßen (ProSieben)
- 2023: Fame Fighting (Bild) (Gewinner)
- 2024: B:Real - Echte Promis, echtes Leben (RTL+)
- 2024: The 50 (Prime Video)
- 2024: Good Luck Guys (Joyn)
- 2024: Exatlon Germany (SPORT1)

## Promiboxen
Sindermann begann im Jahr 2023 mit dem Boxen, um sich auf seinen Kampf gegen Mike Heiter im Rahmen des „FameFighting“ vorzubereiten. Sein Trainer ist Jihad Ali Khan. Nach nur 23 Sekunden konnte Sindermann den Kampf durch einen Blitz-KO entscheiden.
Sechs Monate später trat er zu seinem zweiten Boxkampf gegen Reality-Darsteller Jörg Hansen an. Der Kampf fand auf einer Veranstaltung von Marco Huck statt und wurde auf DAZN übertragen. Sindermann gewann den Kampf in der zweiten Runde durch KO, nachdem er Jörg Hansen mehrfach zu Boden geschlagen hatte.